# Rosanna DeSoto
Rosanna DeSoto (San José, California, 2 de septiembre de 1950) es una actriz estadounidense, reconocida por su papel en Stand and Deliver, actuación por la que ganó un premio Independent Spirit, y por su participación en Star Trek VI: The Undiscovered Country como Azetbur, la hija del canciller Klingon Gorkon.
Otras de sus participaciones en películas incluyen La Bamba (1987) como la madre de Ritchie Valens Connie Valenzuela; y Family Business (1989) como la esposa de Vito McMullen (Dustin Hoffman).
Su debut en televisión se dio en la serie A.E.S. Hudson Street (1978) como la enfermera Rosa Santiago. Protagonizó la serie de corta duración The Redd Foxx Show (1986). También realizó papeles esporádicos en otras series como Cannon, Kung Fu, Barnaby Jones, Barney Miller, Melrose Place, Murder, She Wrote, The Bold and the Beautiful y Law & Order.

## Filmografía

### Cine
| Año  | Título                                 | Rol                 | Notas |
| ---- | -------------------------------------- | ------------------- | ----- |
| 1979 | The In-Laws                            | Evita               |       |
| 1980 | Serial                                 | Maria               |       |
| 1982 | The Ballad of Gregorio Cortez          | Carlota Muñoz       |       |
| 1982 | Cannery Row                            | Ellen Sedgewick     |       |
| 1986 | About Last Night...                    | Señora Lyons        |       |
| 1986 | Jackals                                | Manuela             |       |
| 1987 | La Bamba                               | Connie Valenzuela   |       |
| 1988 | Stand and Deliver                      | Fabiola Escalante   |       |
| 1989 | Family Business                        | Elaine McMullen     |       |
| 1989 | Face of the Enemy                      | Nelioufar Mobbasser |       |
| 1991 | San Juan Story                         | Olga Torres         | Corto |
| 1991 | Star Trek VI: The Undiscovered Country | Azetbur             |       |
| 1999 | The 24 Hour Woman                      | Linda               |       |
| 2000 | Mambo Café                             | Carmen              |       |
| 2001 | Wooly Boys                             | Martinez            |       |
| 2005 | Once Upon a Wedding                    | Sonia               |       |